# Liste der Monuments historiques in Saint-Jean-de-Bonneval
Die Liste der Monuments historiques in Saint-Jean-de-Bonneval führt die Monuments historiques in der französischen Gemeinde Saint-Jean-de-Bonneval auf.

## Liste der Objekte
| Bezeichnung                          | Beschreibung                                              | Standort                              | Kennzeichnung | Schutzstatus | Datum | Bild |
| ------------------------------------ | --------------------------------------------------------- | ------------------------------------- | ------------- | ------------ | ----- | ---- |
| Skulptur Heiliger Nikolaus           | Kalkstein, farbig gefasst und vergoldet, 16. Jahrhundert  | in der Kirche St-Jean-Baptiste (Lage) | PM10001950    | Classé       | 1913  |      |
| Skulptur Madonna mit Kind            | Kalkstein, farbig gefasst und vergoldet, um 1600          | in der Kirche St-Jean-Baptiste (Lage) | PM10001948    | Classé       | 1913  |      |
| Skulptur Heilige Syra                | Kalkstein, farbig gefasst und vergoldet, um 1600          | in der Kirche St-Jean-Baptiste (Lage) | PM10001949    | Classé       | 1913  |      |
| Statuenreliquiar Madonna mit Kind    | Eichenholz, farbig gefasst und vergoldet, 18. Jahrhundert | in der Kirche St-Jean-Baptiste (Lage) | PM10001952    | Classé       | 1980  |      |
| Statuenreliquiar Johannes der Täufer | Eichenholz, farbig gefasst und vergoldet, 18. Jahrhundert | in der Kirche St-Jean-Baptiste (Lage) | PM10001951    | Classé       | 1980  |      |